# Down to Earth (альбом Rainbow)
Down to Earth — четвёртый студийный альбом британско-американской группы Rainbow, вышедший в 1979 году.

## Об альбоме
«Меня интересует только то, хорошо ли я пою. Я стараюсь это делать как можно лучше. И мне всё равно, пою ли я "тра-ля-ля" либо что-то другое, пока я делаю это качественно. Если Роджер напишет политические песни, я буду петь их точно также, как делаю это сегодня».
К 1979 году Ричи Блэкмор решил расстаться с Ронни Джеймсом Дио, устав от увлечения Дио средневековьем, драконами, рыцарями и тому подобным. Эти увлечения сказывались на текстах группы, а Блэкмор решил отметиться в чартах США, где принимали музыку с более лёгким звучанием и более простыми текстами. 
В январе 1979 года было официально объявлено об уходе Дио из группы. На его место Блэкмор, прослушав многих кандидатов, пригласил Грэма Боннета, чей голос он помнил по группе The Marbles и считал вполне подходящим для осуществления задуманного. Также Дэвид Стоун на клавишных был заменён на Дона Эйри, который играл с Кози Пауэлом в группе Hammer, и в группу пришёл коллега Блэкмора по Deep Purple, басист и продюсер Роджер Гловер. 
Альбом вышел в июле 1979 года, и вызвал, как нередко бывает при изменении стиля группы, резкую критику поклонников.
В самом деле, альбом получился мягче, чем предыдущие (в чём немалая заслуга Роджера Гловера, осуществлявшего продюсирование альбома), насыщенным клавишными, и больше напоминающим AOR, нежели хард-рок. Голос Грэма Боннета хорошо лёг на такую музыку и альбом имел успех в США.
В целом, можно сказать, что альбом является переходным этапом в музыке Rainbow между хард-роковой эрой Дио и AOR—эрой Джо Лин Тёрнера. Связь с прошлым группы прослеживается в эпическом треке «Eyes Of The World», но основной акцент был сделан на коротких, запоминающихся рок-песнях, таких как «All Night Long» и «Since You Been Gone», последнюю из которых написал и впервые записал бывший вокалист и гитарист Argent Расс Баллард.
Вступление к «Eyes of the World» написано на основе части «Марс, войну приносящий» сюиты Густава Холста «Планеты».
Композиция «Weiss Heim» записана в Копенгагене 19 января 1980 года. По мнению газеты The Guardian, этот инструментальный трек, появившийся на би-сайде «All Night Long» и не вошедший в альбом, — настоящее произведение искусства, а сочетание рок-гитары с классическими мотивами послужило основой для ряда подобных номеров в последующих альбомах Rainbow. «Будучи импровизацией на заданную тему, он представляет собой скорее инструментальную композицию, чем просто продолжительную гитарную разминку. Блэкмор избегает переигрывания, понимая, что меньше — часто лучше», — пишет обозреватель газеты.

## Критика и признание
Музыкальный критик Мартин Попофф в своём обзоре для Goldmine Magazine считает, что Down to Earth — это динамичная работа Rainbow, а также единственная с вокалом Грэма Боннета. «Забытая классика каталога группы, а именно „Danger Zone“, „Eyes of the World“ и „Lost in Hollywood“ — мастер-класс по партиям, пассажам и переходам», — пишет журналист.
По мнению обозревателя журнала Classic Rock, альбом Down to Earth стал мейнстримом, но сделал это в то время, когда чарты в эпоху «пре-MTV» ещё были открыты для рок-исполнителей. Журналист Нил Джеффрис отмечает, что наряду с синглами, Down To Earth представил весомые аргументы, не в последнюю очередь выдающийся эпический «Eyes Of The World», блюз «Love’s No Friend» и неистовый завершающий трек «Lost In Hollywood», который связал новое звучание Rainbow с эпохой Дио, даже несмотря на более фанковый грув «Makin’ Love».
В 2019 году гитарное соло из песни «Since You Been Gone» заняло 27-е место в списке «100 величайших гитарных соло всех времён» по версии журнала Classic Rock.

## Список композиций
Все песни написаны Ричи Блэкмором и Роджером Гловером, кроме отмеченных.
1. «All Night Long» — 3:53
2. «Eyes of the World» — 6:42
3. «No Time to Lose» — 3:45
4. «Makin' Love» — 4:38
5. «Since You Been Gone» (Расс Баллард[англ.]) — 3:25
6. «Love’s No Friend» — 4:55
7. «Danger Zone» — 4:31
8. «Lost in Hollywood» (Блэкмор, Гловер, Пауэлл) — 4:51

## Релизы
- 1979 LP Polydor № 6221
- 1990 CC Polygram № 823655
- 1990 CC Polygram № 823705
- 2000 CD Polygram International № 9159
- 1999 CD Polygram № 547364
- 1999 CD Polydor № 547364
- 2006 CD Universal/Polygram № 9194

## Синглы
- 1979 — Since You Been Gone/Bad Girl
- 1979 — Since You Been Gone/No Time to Lose (Germany)
- 1980 — All Night Long/Weiss Heim
- 1980 — All Night Long/No Time to Lose (Holland)

## Участники записи
- Ричи Блэкмор — гитара
- Грэм Боннет — вокал
- Роджер Гловер — бас-гитара
- Дон Эйри — клавишные
- Кози Пауэлл — ударные

Дополнительные лица
- Гэри Эдвардс — инженер
- Грэг Колби — мастеринг
- Рон Валотски — оформление конверта

## Сертификация
| Регион                                                      | Сертификация | Продажи  |
| ----------------------------------------------------------- | ------------ | -------- |
| Великобритания (BPI)                                        | Золотой      | 100 000^ |
| ^ Данные о тиражах приведены только на основе сертификации. |              |          |